# Laguna Salada (Bolivie)
Pour les articles homonymes, voir Laguna Salada.
La laguna Salada est un lac salé altoandin de la réserve nationale de faune andine Eduardo Avaroa dans la province de Sud Lípez du département de Potosí, en Bolivie. Elle fait partie du salar de Chalviri et mesure 5,6 km de longueur pour 2,9 km de largeur.

## Tourisme
Il s'agit d'une destination touristique prisée car au sud de la lagune existe une zone d'eau thermale (30 °C) dans laquelle il est possible de se baigner.